# Parafia św. Antoniego Padewskiego w Nowych Chlebiotkach
Parafia pw. św. Antoniego Padewskiego w Nowych Chlebiotkach – rzymskokatolicka parafia należąca do dekanatu Kobylin, diecezji łomżyńskiej, metropolii białostockiej. Siedziba parafii mieści się w Nowych Chlebiotkach.

## Zasięg parafii
Do parafii należą wierni z miejscowości: Nowe Chlebiotki, Stare Chlebiotki, Grabowo Nowe, Grabowo Stare, Maliszewo Łynki, Maliszewo Perkusy, Rudniki, Strękowa Góra i Wieczorki.

## Historia
Parafia pw. św. Antoniego Padewskiego została erygowana w 1922 r. przez biskupa Romualda Jałbrzykowskiego. Parafia powstała z terytorium parafii Zawady Kościelne. 

### Kościół parafialny
Obecny kościół murowany pw. św. Antoniego Padewskiego został zbudowany w latach 1937–1962 staraniem proboszczów: ks. Adama Foltyna, ks. Jana Rogowskiego i ks. Stanisława Falkowskiego. Kościół pobłogosławiony 19 września 1954 r. przez biskupa łomżyńskiego Czesława Falkowskiego.   
W roku 1998 staraniem ks. prob. Leszka Karczewskiego została odnowiona elewacja zewnętrzna kościoła. Kościół nie jest konsekrowany.  

### Dawniej posiadane lub użytkowane przez parafię świątynie
Kościół drewniany zbudowany w 1922 r. służył wiernym do 1952 r.

## Inne budowle parafialne i obiekty małej architektury sakralnej

### Plebania
Plebania murowana, wybudowana w 1987 r. staraniem ks. prob. Józefa Draźby i parafian.